# Rue Beauregard (Nantes)
Pour les articles homonymes, voir Rue Beauregard.
La rue Beauregard est une voie de Nantes, en France.

## Situation et accès
Située dans le quartier Centre-ville, la rue Beauregard, qui relie la rue de la Paix à l'allée Jean-Bart (cours des 50-Otages), est pavée et fait partie de la zone piétonnière du Bouffay. Elle croise la rue de la Bléterie.

## Historique
La voie s'est appelée « rue Linnée », « rue du Pas-Périlleux », et prend le nom de rue Beauregard le 23 octobre 1891.